# System of a Down

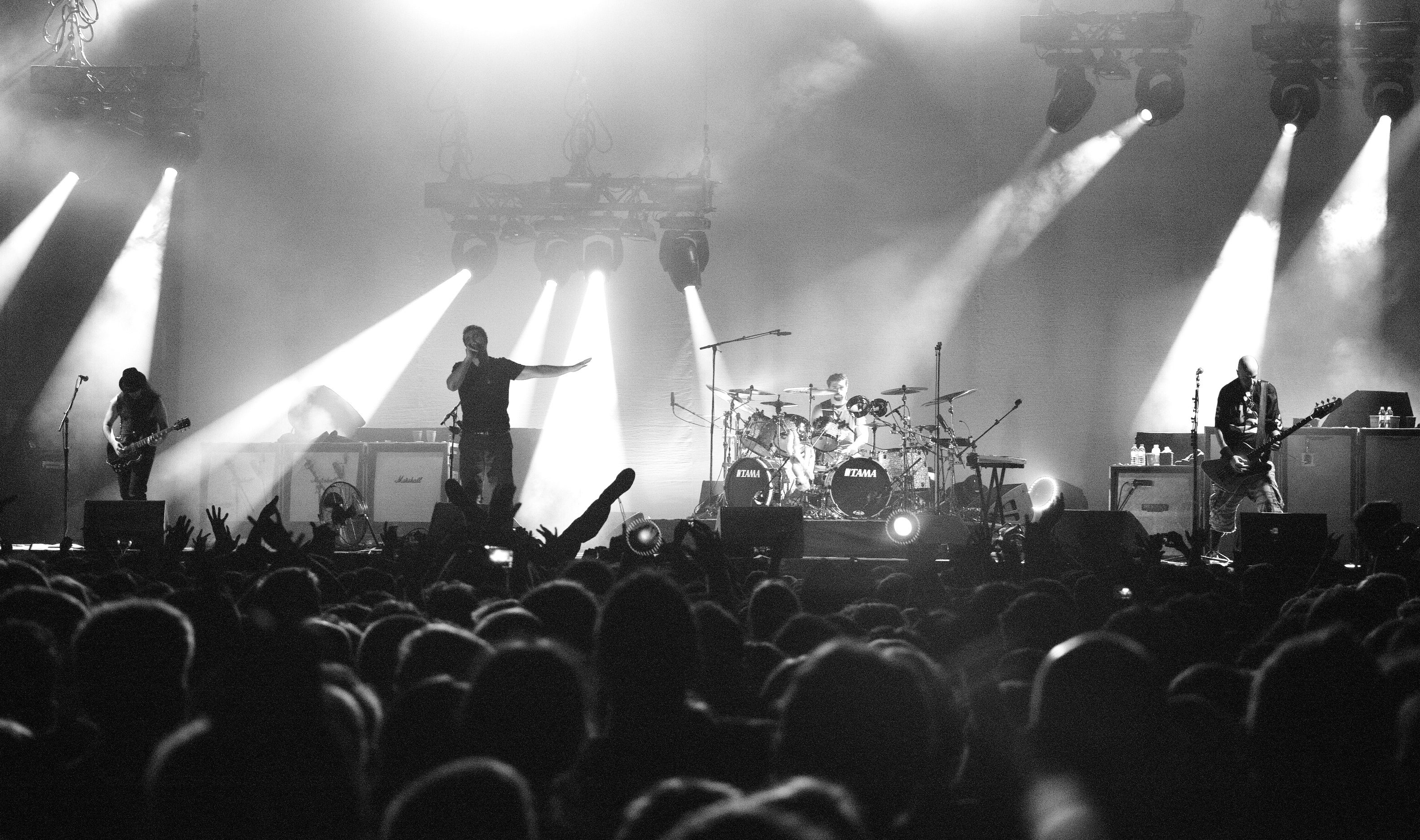
System of a Down 2013

System of a Down (prescurtat SOAD sau System) este o formație heavy metal armeano-americană din Los Angeles, fondată în 1994. Ea constă din patru armeano-americani: Serj Tankian (voce, clape, chitară ritm), Daron Malakian (voce, chitară), Shavo Odadjian (chitară bas, voce de fundal) și John Dolmayan (baterie). Toți cei patru membri sunt americani de origine armeană și sunt cunoscuți pentru opiniile lor sincere, exprimate în multe din piesele lor, în care abordează teme precum Genocidul armean din 1915, comis de Imperiul Otoman, precum și cele în curs de desfășurare, cum ar fi: Războiul împotriva terorismului.

Trupa a obținut un important succes comercial, odată cu realizarea a cinci albume de studio, trei dintre ele debutând pe locul 1 în Billboard 200. System of a Down a fost nominalizat la patru Premii Grammy și a câștigat în 2006 premiul la categoria "Best Hard Rock Performance" pentru piesa "B.Y.O.B" ("Bring Your Own Bombs" / "Adu-ți propriile bombe"). La data de 13 august 2006, grupul a luat pauză pe o durată nedeterminată, dar mai târziu a anunțat o reuniune în 29 noiembrie 2010 cu mai multe spectacole planificate la festivaluri de muzică europene pentru vara anului 2011. 

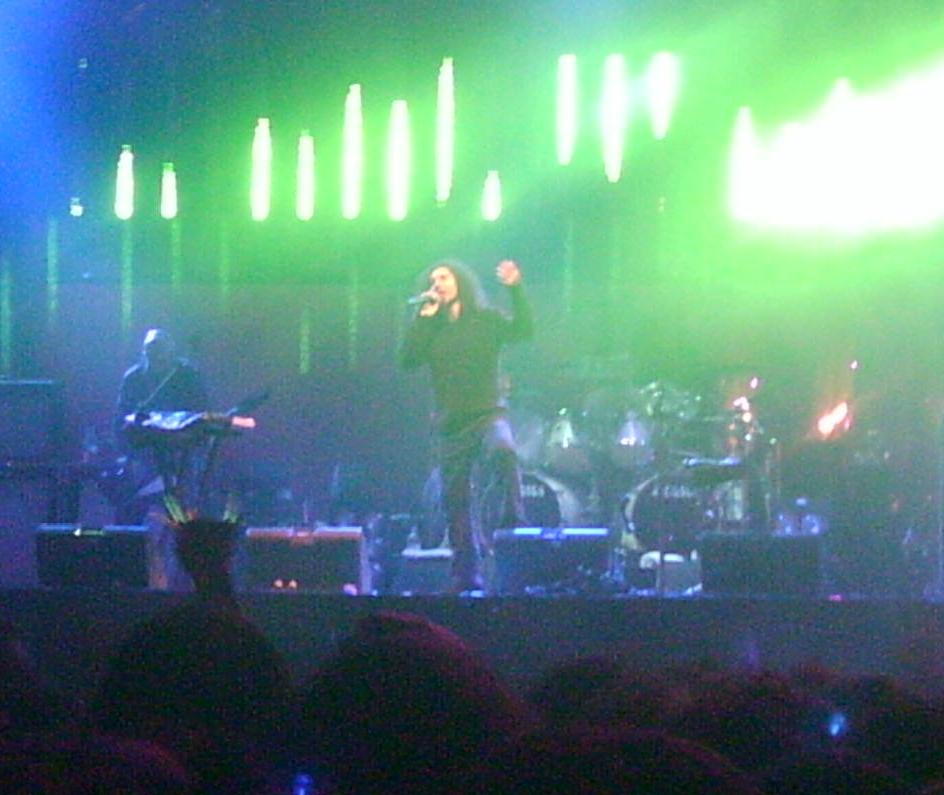
System of a Down

## Începutul
În 1993 solistul Serj Tankian și chitaristul Daron Malakian formează trupa "Soil". Atunci la baterie era Andy Khachaturian, care în 1997 părăsește trupa și acum face parte din grupul "The Apex Theory". În același an, în grup se alătură Shavo Odadjian (chitară bas) și John Dolmayan (baterie). Astfel formând trupa System of a Down.

## Albumul de debut (1997-2000)
"System of a Down" a scos primul album al trupei cu același nume. Piesele ce s-au bucurat de cel mai mare succes au fost "Sugar", "Spiders" și "War?". În această perioadă grupul participă la festivalul muzical "Ozzfest".
Peste trei ani de la premiera "System of a Down" apare al doilea album "Toxicity", fiind unul din cele mai plăcute de public.

## Pauză
Din anul 2006, trupa System of a Down a intrat în "hiatus" (O pauză luată de o trupă cu scopul de a începe cariere solo, urmând ca trupa să se reunească după câțiva ani) până în data de 29 noiembrie 2010, când pe site-ul lor oficial a apărut un mesaj dedicat fanilor prin care spuneau că vor cânta din nou împreună de câteva ori. Acest lucru însemnând că "hiatus-ul" nu a luat sfârșit și s-ar putea să nu ia niciodată.

## Premii și nominalizări
Premiile Grammy
| An   | Beneficiar   | Premiu                     | Rezultat     |
| ---- | ------------ | -------------------------- | ------------ |
| 2002 | "Chop Suey!" | Best Metal Performance     | Nominalizare |
| 2003 | "Aerials"    | Best Hard Rock Performance | Nominalizare |
| 2006 | "B.Y.O.B."   | Best Hard Rock Performance | Câștigat     |
| 2007 | "Lonely Day" | Best Hard Rock Performance | Nominalizare |

## Membri
Membri actuali
- Serj Tankian – vocal, ocazional clape și chitară ritmică (1994–prezent)
- Daron Malakian  –  chitara, vocal (1994–prezent)
- Shavo Odadjian – chitară bas, vocale secundare (1994–prezent)
- John Dolmayan – baterie (1997–prezent)

Foști membri
- Andy Khachaturian – baterie (1994–1997)

Muzicieni ocazionali
- Arto Tunçboyacıyan – percuție, compoziție (pe Toxicity: "Science" și "Atwa". Steal This Album!: "Bubbles" și unele concerte live în 2005)[5]
- Harry Perry – chitară ritmică (Ozzfest 2006)

## Discografie
Albume de studio
- System of a Down (1998)
- Toxicity (2001)
- Steal This Album! (2002)
- Mezmerize (2005)
- Hypnotize (2005)